# Simod Design
Simod Design ist ein britischer Hersteller von Automobilen.

## Unternehmensgeschichte
Simon Head gründete 1998 das Unternehmen in Chippenham in der Grafschaft Wiltshire. Er begann mit der Produktion von Automobilen und Kits. Der Markenname lautet Simod. Insgesamt entstanden bisher etwa drei Exemplare.

## Fahrzeuge
Das einzige Modell ist der 595. Es ist inspiriert vom Modell Barchetta von Simpatico. Es ist ein offener Zweisitzer auf der Basis des Fiat Nuova 500 mit einigen Teilen vom Fiat 126.